# 小行星7997
小行星7997是一颗围绕太阳公转的小行星。1985年2月13日，亨利·德波鸿诺在拉西拉天文台发现了此天体。
这颗小行星的绝对星等为144.0097773698299等。